# Ujedinjeni Arapski Emirati
Ujedinjeni Arapski Emirati su država na obali Perzijskog zaljeva i Omanskog zaljeva. Nalaze se na istoku Arapskog poluotoka u Jugozapadnoj Aziji. Graniče na jugu i zapadu sa Saudijskom Arabijom, te na istoku s Omanom. Sastoje se od sedam emirata: Abu Dhabi, Ajman, Dubai, Fujairah, Ras al-Khaimah, Sharjah i Umm al-Quwain. Svi su smješteni na jugoistočnoj obali Zaljeva osim Fujairah koji izlazi na more na obali Omanskog zaljeva, na istočnoj obali poluotoka Musandam.

## Zemljopis

### Reljef
Pješčana pustinja zauzima većinu zemlje, s planinama na sjeveroistoku (najviši vrh Yibir u gorju Hajar, 1527 m). Duž obale se nalaze slane ravnice (sabka).

### Klima
Klima Ujedinjenih Arapskih Emirata je vruća i suha tijekom cijele godine no malo je vlažnija uz obalu.Jaki sezonski vjetrovi donose povremene pješčane oluje koje mogu prouzročiti znatnu štetu.

### Vegetacija
Osim palmi datulja u oazama sjeveroistočnih emirata raslinje je uglavnom rijetko, vegetacija se uglavnom nalazi u i okolo najvećih gradova gdje uspijeva rasti jedino natapanjem. Od divljih životinja najčešći su pustinjski glodavci.

## Povijest
Stanovnici područja današnjih UAE krajem 18. i početkom 19. stoljeća napadali su britanske brodove u Perzijskom zaljevu i Indijskom oceanu zbog čega im je kraj postao poznat kao Piratska obala. Britanski imperij odgovorio je 1819. godine i nizom ugovora stavio države jugoistoka Arapskog poluotoka pod svoju kontrolu, preuzimajući obranu i vanjsku politiku, a ostavljajući unutarnje uređenje uglavnom nedirnutim.
Nakon britanskog povlačenja 1971. godine Katar i Bahrein odlučili su se za potpunu neovisnost, a ostalih sedam emirata za ujedinjenje. 
Prvo desetljeće neovisnosti proteklo je u znaku borbe dvaju najvećih emirata, Abu Dhabija i Dubaija oko stupnja centralizacije. Godine 1979. postignut je dogovor o podjeli najviših funkcija u zemlji prema kojem mjesto predsjednika zauzima emir Abu Dhabija, a premijera emir Dubaija.
Nakon zaoštravanja političkih prilika u regiji početkom 1980-ih Emirati su se približili zemljama Zapada, osobito SAD-u, iako nisu bezrezervno podržali napad na Irak 2003. godine.

## Stanovništvo
Samo oko 15 % stanovnika su državljani UAE-a, dok ostatak čine strani radnici privučeni naftnim bogatstvom koji dolaze iz Južne Azije i susjednih Arapskih država. Državljani su uglavnom Arapi, muslimani suniti, iako ima i šijita. Oko 10% stanovništva čine kršćani (protestanti i katolici).
Otkriće kamenog reljefnog križa iz 7. st. u kolovozu 2025. upućuje na ranu kršćansku prisutnost na području UAE-a.

## Političko uređenje
Ujedinjeni Arapski Emirati su ustavna federacija sedam emirata, ustanovljena 2. prosinca 1971. godine. Islam je službena religija, šerijatsko pravo je izvor prava, a arapski jezik je službeni jezik.
Šeik Khalifa bin Zayed Al Nahyan izabran je za predsjednika UAE 3. studenog 2004., nakon smrti svoga oca šeika Zayeda bin Sultana Al Nahyana, koji je tu dužnost obnašao od ustanovljenja federacije pa do smrti 2. studenog 2004.
Federalni sustav vlasti uključuje sljedeće institucije: Vrhovno vijeće, Vijeće ministara, Savezno nacionalno vijeće, Savezno sudstvo. Vrhovno vijeće sastavljeno je od vladara sedam emirata, a trenutačni članovi su šeik Khalifa bin Zayed Al Nahyan (vladar Abu Dhabija), šeik Mohammed bin Rashid Al Maktoum (vladar Dubaija), šeik Sultan bin Mohamed Al-Qasimi, (vladar Sharjaha), šeik Saqr bin Mohammad al-Qassimi (vladar Ra’s al Khaimah), šeik Hamad bin Mohammed Al Sharqi (vladar Fujairaha), šeik Saud bin Rashid Al Mu'alla (vladar Umm al Qaiwaina) i šeik Humaid bin Rashid Al Nuaimi (vladar Ajmana). Oni izabiru predsjednika, potpredsjednika, članove Vijeća ministara i suce Saveznog vrhovnog suda. Vrhovno vijeće također oblikuje vladinu politiku, predlaže i ratificira zakone i međunarodne ugovore. Iako ih izabire Vrhovno vijeće, položaji predsjednika i premijera su zapravo nasljedni. 
Svaki od sedam emirata ima svoju lokalnu vladu, čija složenost ovisi o veličini i broju stanovnika pojedinog emirata. Odnos između savezne i lokalne vlade uređen je Ustavom, a mijenja se s vremenom, ovisno o administrativnim zahtjevima. Iako svaki emirat zadržava autonomiju nad svojim državnim područjem, određenim postotkom svojih prihoda doprinosi središnjem proračunu UAE-a. 

## Emirati
Ujedinjeni Arapski Emirati sastoje se od sedam emirata (imarat; jednina: imarah):
| Zemljovid UAE |                |                          |                |                         |                            |                |                   |                      |
| Zastava       | Emirat         | Arapsko ime              | Glavni grad    | Broj stanovnika (2005.) | % ukupnog broja stanovnika | Površina (km²) | % ukupne površine | Gustoća naseljenosti |
|               | Abu Dhabi      | أبو ظبي                  | Abu Dhabi      | 1 450 000               | 38,8 %                     | 67 340         | 86,7 %            | 25                   |
|               | Ajman          | عجمان                    | Ajman          | 490 035                 | 6,0 %                      | 259            | 0,3 %             | 996                  |
|               | Dubai          | دبي                      | Dubai          | 3 331 000               | 30,2 %                     | 3885           | 5,0 %             | 336                  |
|               | Fujairah       | الفجيرة                  | Fujairah       | 97 226                  | 2,9 %                      | 1165           | 1,5 %             | 109                  |
|               | Ras al-Khaimah | رأس الخيمة               | Ras al-Khaimah | 345 000                 | 4,7 %                      | 1684           | 2,2 %             | 122                  |
|               | Sharjah        | الشارقة                  | Sharjah        | 1 275 000               | 15,7 %                     | 2590           | 3,3 %             | 262                  |
|               | Umm al-Quwain  | أم القيوين               | Umm al-Qaiwain | 44 411                  | 1,6 %                      | 777            | 0,9 %             | 88                   |
|               | UAE            | الإمارات العربية المتحدة | Abu Dhabi      | 4 320 000               | 100 %                      | 77 700         | 100 %             | 56                   |

## Gospodarstvo
Od 1960-ih godina temelj gospodarstva Emirata čini proizvodnja nafte. Danas se UAE smatra trećim proizvođačem nafte na Bliskom Istoku, iza Saudijske Arabije i Irana. Najvećim rezervama raspolaže Abu Dhabi, a pretpostavlja se da su rezerve Dubaija pri kraju. U posljednja dva desetljeća porastao je značaj ne-naftnog sektora, osobito trgovine, financija, industrije i turizma. BDP je u 2004. godini bio 25.200 USD po stanovniku, mjereno po PPP-u.

## Zdravstvo i školovanje
Zdravstvo i školovanje do fakultetskog obrazovanja su potpuno besplatni. Ipak, ovakav je razvoj razmjerno malen, pa u nedostatku vlastitog znanstvenog i stručnog osoblja mnogi strani profesori i doktori brzo dolaze do posla, a najčešće dolaze iz SAD-a, područja EU-a te ostalih razvijenih zemalja svijeta.

## Vanjske poveznice
Sestrinski projekti
|  | Zajednički poslužitelj ima stranicu o temi Ujedinjeni Arapski Emirati    |
|  | Zajednički poslužitelj ima još gradiva o temi Ujedinjeni Arapski Emirati |
|  | Zajednički poslužitelj sadrži atlas Ujedinjenih Arapskih Emirata         |
|  | Wječnik ima rječničku natuknicu Ujedinjeni Arapski Emirati               |